# Paul Krewer
Paul "Indi" Krewer, né le 3 mai 1906 à Duisbourg et mort en 2000 à Cologne, est un coureur cycliste professionnel allemand qui a remporté deux médailles d'argent et une de bronze au championnat du monde de demi-fond en 1927, 1929 et 1934,.

## Biographie
Après avoir fréquenté une école à Duisbourg, il déménage à Cologne pour travailler dans le magasin de vélos de son père. Là, à 16 ans, il commence à faire du vélo. 
En 1921, Il fonde aves son frère et Paul Oszmella le club cycliste RC Adler Köln (de).  Il remporte la course à l'américaine Silberner Adler organisée par le RC Adler à Cologne avec Paul Oszmella en 1922. En 1923, l'équipe nationale allemande est entièrement composée de coureurs Adler.
En 1926, il devient professionnel et est alors l'un des meilleurs cyclistes allemands. En 1927, il remporte sa première médaille aux championnats du monde avec l'entraîneur Christian Junggeburth (de). En 1929, alors qu'ils conduisent une voiture à Bonn, ils percutent un tramway. Junggeburth est grièvement blessé et décède quelques jours plus tard à l'hôpital d'un empoisonnement du sang.
En 1952, il est portier d'hôtel à Cologne.
Krewer est décédé à l'âge de 94 ans, presque oublié à Cologne. Son frère aîné Hans est également cycliste. Il mourut d'une appendicite en 1933, à l'âge de 20 ans. 